# Abborrträsket (Arvidsjaurs socken, Lappland, 726546-166678)
Abborrträsket är en sjö i Arvidsjaurs kommun i Lappland och ingår i Byskeälvens huvudavrinningsområde. Sjön har en area på 0,467 kvadratkilometer och ligger 371,4 meter över havet.

## Delavrinningsområde
Abborrträsket ingår i det delavrinningsområde (726524-167204) som SMHI kallar för Ovan Saltbäcken. Medelhöjden är 364 meter över havet och ytan är 36,54 kvadratkilometer. Räknas de 10 avrinningsområdena uppströms in blir den ackumulerade arean 174,69 kvadratkilometer. Bäverån (Laxbäcken) som avvattnar avrinningsområdet har biflödesordning 2, vilket innebär att vattnet flödar genom totalt 2 vattendrag innan det når havet efter 124 kilometer. Avrinningsområdet består mestadels av skog (49 procent) och sankmarker (44 procent). Avrinningsområdet har 1,81 kvadratkilometer vattenytor vilket ger det en sjöprocent på 5 procent.